# 冰河共和國
冰河共和國（西班牙語：República Glaciar）是NGO綠色和平在2014年3月5日，為了抗議智利的礦業公司破壞冰河環境，在智利建立的微國家。獨立宣言後的10日間，共4萬人以上加入成為「公民」，並已在世界40國（基本上是綠色和平設有分部的國家）開設大使館。

## 脚注
1. ↑  gilesconstantine. . Eye On Latin America. 2014-03-14  [2022-07-26]. （原始内容存档于2022-11-30） （英语）.

## 外部連結
- News Article （页面存档备份，存于）